# Фрайз (Вірджинія)
Фрайз (англ. Fries) — місто (англ. town) в США, в окрузі Грейсон штату Вірджинія. Населення — 450 осіб (2020).

## Географія
Фрайз розташований за координатами 36°42′51″ пн. ш. 80°58′30″ зх. д. / 36.71417° пн. ш. 80.97500° зх. д. (36.714146, -80.975017).  За даними Бюро перепису населення США в 2010 році місто мало площу 2,13 км², з яких 1,65 км² — суходіл та 0,48 км² — водойми.

## Демографія
Згідно з переписом 2010 року, у місті мешкали 484 особи в 255 домогосподарствах у складі 144 родин. Густота населення становила 227 осіб/км².  Було 340 помешкань (160/км²).
Расовий склад населення:
| - 96,9 % — білих - 1,0 % — чорних або афроамериканців - 0,2 % — корінних американців - 0,2 % — азіатів |

До двох чи більше рас належало 1,4 %. Частка іспаномовних становила 1,2 % від усіх жителів.
За віковим діапазоном населення розподілялося таким чином: 12,2 % — особи молодші 18 років, 53,9 % — особи у віці 18—64 років, 33,9 % — особи у віці 65 років та старші. Медіана віку мешканця становила 56,3 року. На 100 осіб жіночої статі у місті припадало 76,6 чоловіків;  на 100 жінок у віці від 18 років та старших — 79,3 чоловіків також старших 18 років.
Середній дохід на одне домашнє господарство  становив 33 515 доларів США (медіана — 26 250), а середній дохід на одну сім'ю — 46 191 долар (медіана — 41 750). Медіана доходів становила 29 688 доларів для чоловіків та 26 964 долари для жінок. За межею бідності перебувало 18,7 % осіб, у тому числі 28,4 % дітей у віці до 18 років та 19,9 % осіб у віці 65 років та старших.
Цивільне працевлаштоване населення становило 160 осіб. Основні галузі зайнятості: виробництво — 37,5 %, освіта, охорона здоров'я та соціальна допомога — 23,8 %, роздрібна торгівля — 11,9 %, науковці, спеціалісти, менеджери — 6,9 %.